# Maria Teresa Gozzadini
Maria Teresa Serego Alighieri (coniugata Gozzadini), citata come Maria Teresa Gozzadini, nota anche con lo pseudonimo di Nina (Verona, 8 dicembre 1812 – Bologna, 26 settembre 1881), è stata una nobile e patriota italiana.

## Biografia

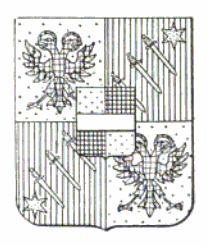
Stemma Serego Alighieri

La contessa Maria Teresa Serego Alighieri nacque a Verona, figlia di Anna da Schio (discendente di Giovanni da Schio) e nipote di Dante Serego, che aveva avuto come antenato Dante Alighieri. Lo zio di Maria Teresa era filoaustriaco e filopapale, e fu probabilmente lui a scegliere i nomi della nipote. Sin da bambina si dedicò agli studi classici, ed ebbe modo di essere circondata da poeti-patrioti che la madre portava nella villa di Gargagnago: Vincenzo Monti, Ippolito Pindemonte, Bartolomeo Lorenzi, Camillo Ugoni, Quirico Viviani, Giuseppe Nicolini e altri. In questi convegni cominciava a sentir parlare di patria, nel periodo dei moti carbonari.
Strinse amicizia con Aleardo Aleardi, con cui rimase in contatto fino al termine dei suoi giorni, mentre Cesare Betteloni le dedicò molti versi quando era ancora fanciulla. Nel 1840 sposò il conte Giovanni Gozzadini, suo cugino, già esponente di un'importante famiglia bolognese, con cui andò ad abitare l'anno successivo a Bologna, in via Santo Stefano 58.
I coniugi diventarono un punto di riferimento della vita intellettuale e politica felsinea e il salotto della contessa fu un punto di ritrovo per i risorgimentali militanti. Spiccano le frequentazioni di Livio Zambeccari, Alessandro e Carlo Poerio, Carlo Pepoli e altri. D'estate lasciavano l'abitazione di via S. Stefano per recarsi a Ronzano dove acquistarono e ristrutturarono nel 1848 una chiesa e un convento sconsacrati fatti costruire nel XV secolo dai Domenicani.

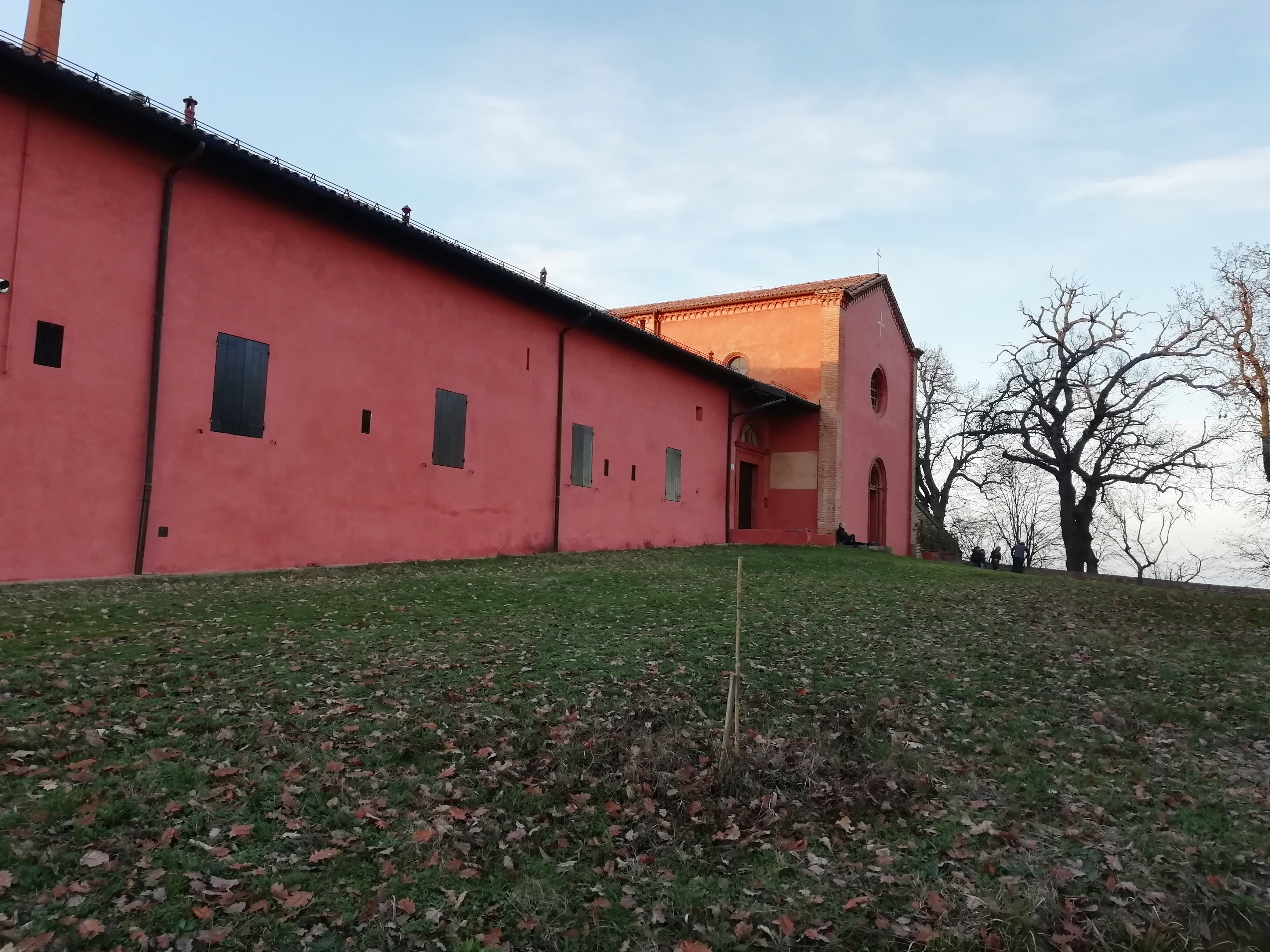
L'Eremo di Ronzano, dimora della contessa

In queste estati la loro dimora di Ronzano ferveva di vita intellettuale, frequentata da Giosuè Carducci, Karl Witte, Ferdinand Gregorovius, Marco Minghetti e molti altri che ammiravano la cultura di Nina, come veniva affettuosamente soprannominata la contessa, anche per "epurare" il nome da tracce clericali o austriache. Pur dedicandosi alle cure della figlia (il figlio morì dopo tredici mesi di vita) e ai lavori domestici, la nobildonna aveva un'ottima preparazione storico-archeologica e collaborò talvolta con il marito nella stesura dei suoi lavori. Proficua fu in particolare la corrispondenza letteraria, caratterizzata da semplicità, acume e amor patrio. Spiccano nel carteggio della nobildonna destinatari quali Pietro Giordani, Abramo Massalongo, Giovanni Capellini, Alberto Mario o Carlo Troya, oltre al già citato Aleardi. Tra le donne fu in ottimi rapporti con Caterina Bon Brenzoni e Giannina Milli.

Nelle lettere emergono chiaramente l'aspetto patriottico e quello anticlericale: 
 scrisse da Assisi nel 1840. Dopo la pace di Villafranca criticò Napoleone III e nel 1867 incontrò Garibaldi in visita a Bologna, suscitando un certo scandalo.

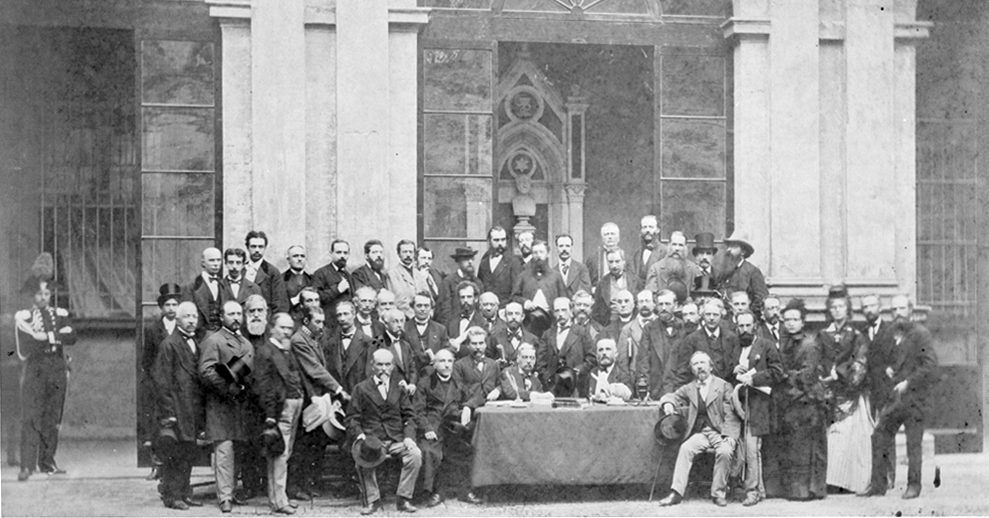
La contessa al V Congresso Internazionale di Antropologia e Archeologia Preistoriche (quarta da destra nella prima fila)

La contessa fu anche studiosa di geologia, botanica e paleontola dilettante.
Affiancò il marito durante gli scavi della prima necropoli villanoviana, scoperta fortuitamente nel 1853 da Giovanni Gozzadini, nella loro tenuta di campagna a Villanova di Castenaso, alle porte di Bologna, eseguendo i rilievi di alcune tombe e corredi, pulendo i reperti che man mano emergevano e restaurandoli secondo le proprie competenze acquisite in corso d'opera.
Sostenne il marito anche in altri modi: quando nel 1871 fu denigrato sui giornali e l'esistenza stessa della necropoli etrusca di Marzabotto messa in discussione, Maria Teresa Serego si attivò con Giovanni Capellini per far smentire la notizia.
Maria Teresa Serego Alighieri morì a Bologna il 26 settembre 1881, proprio nei giorni  dell'inaugurazione del Museo Civico Archeologico di Bologna, di cui il marito Giovanni Gozzadini fu il primo direttore. Fu tumulata alla Certosa di Bologna, nell'arco 31 del lato sud del Chiostro Annesso al Maggiore; il suo busto nella Cella Gozzadini è stato realizzato nel 1906 da Federico Monti.

## Riconoscimenti
La profonda ammirazione che per lei aveva Carducci gli diede lo spunto per abbozzarne un ritratto pubblicato su Nuova Antologia nel 1882 e poi come introduzione alla vita della contessa scritta dal marito ed edita nel 1884.
Lo scultore Salvino Salvini le fece un ritratto in marmo, conservato nelle Sale storiche della Biblioteca comunale dell'Archiginnasio.